# Cedillo
Cedillo (Cedilho, en portuguès, Ceíllu en extremeny), és un municipi de la província de Càceres a Extremadura.
Cedillo, és un municipi on tradicionalment encara es parla portugués, per raó de la seua peculiar història i la seua proximitat a la Raia fronterera amb Portugal. El poble es va fundar per portuguesos que s'establiren per la zona al segle xviii i, després de la seua cessió a Espanya, va pertànyer a Herrera de Alcántara fins a 1838, quan en constituí en municipi independent.

## Història
Els primers indicir d'assentaments en el municipi són uns sepulcres megalítics, però també s'han trobat vestigis romans i àrabs.
Les primeres notícies documentades de la zona són del segle xvi, d'uns pescadors portuguesos que tenien una barca a l'embarcador del riu Tajo. La barca servia de mitjà de transportals que volien anar a Castelo Branco des de l'Alentejo o viceversa, com no existia encara la carretera de Vila Velha de Ródão. A aquestos pescadors se'ls considera els fundadors de Cedillo.
Les guerres entre Espanya i Portugal en el segle xviii provocaren la desaparició d'aquell poble de pescadors, ja que en Portugal eren freqüents les recollides de personal per a servir en l'exèrcit. Fugint dels militars, molts refugiats s'amagaren en la zona de Cedillo per a evitar entrar en l'exèrcit. A estos refugiats se'ls sumaren els pescadors que tornaren en finalitzar les guerres.
Amb el temps, s'anà abandonant la vorera dels rius i la gent s'establí en el paratge de Cabezo Chozo. Este assentament va donar lloc a un poble de deu veïns, conegut com a Casalinho pels portuguesos.
En la primera documentació escrita sobre la localitat, de finals de segle xviii, es denomina al poble com mont de Zedillo, caseriu de Zedillo i cases de Cedillo. A principis de segle xix se li donà l'actual nom Cedillo, nom que deriva de Cedido, por la cessió que feu Portugal a Espanya per a regularitzar la frontera.
Fins a 1838, any en què es creà la corporació municipal de Cedillo, el poble va pertànyer a Herrera de Alcántara.

## Demografia
Evolució demogràfica:
| Any      | 1877 | 1887 | 1897 | 1900 | 1910 | 1920 | 1930 | 1940 | 1950 | 1960 | 1970 | 1981 | 1991 | 2001 | 2011 |
| -------- | ---- | ---- | ---- | ---- | ---- | ---- | ---- | ---- | ---- | ---- | ---- | ---- | ---- | ---- | ---- |
| Població | 695  | 776  | 769  | 845  | 987  | 1073 | 1171 | 1260 | 1461 | 1155 | 1013 | 705  | 605  | 554  | 497  |

## La llengua
Encara que l'idioma oficial de Cedillo i a la resta d'Extremadura, siga el castellà, la llengua pròpia i històrica del municipi, és el portuguès. Els cedillers com els altres municipis raians que tenen com a llengua pròpia el portuguès, també històricament han tingut un comportament diglòssic quant a la seua llengua, el castellà s'utilitza en l'escola o al metge, mentre que el portuguès s'utilitza en ambients més informals com al carrer o a casa. Actualment, el portuguès es manté més viu en les persones de més edat, mentre que els més joves, bilingües, prefereixen el castellà per a relacionar-se entre ells.